# Sheffields stift
Sheffields stift (engelska: Diocese of Sheffield) är ett stift i Yorks kyrkoprovins inom Engelska kyrkan. Stiftet omfattar Sheffield, Rotherham och Doncaster med kringliggande tätorter och byar, vilket innebär att stora delar av södra Yorkshire (förutom Barnsley), en liten bit av East Riding of Yorkshire, en församling i North Yorkshire samt en församling i North Lincolnshire. Stiftet upprättades ur Yorks stift och Southwells stift den 23 januari 1914.

## Organisation
Stiftet leds av biskopen av Sheffield Pete Wilcox, med råd och samtycke av representanter för stiftets präster och lekmän, samlade i stiftssynoden (engelska: Diocesan Synod).
Till sin hjälp har biskopen en suffraganbiskop, biskopen av Doncaster. Suffraganbiskopen är en fullvärdig biskop, men utan eget stift och underställd stiftsbiskopen. I maj 2025 utsågs Leah Vasey Saunders till ny biskop av Doncaster, med förväntat tillträde i september 2025.
Stiftet driver 40 skolor med cirka 8 300 elever; arbetet leds av stiftets skolstyrelse, The Diocese of Sheffield Board of Education.